# Chino jin
Jìn (simplificado: 晋语; tradicional: 晉語; pinyin: jìnyǔ (en mandarín) ?), o jin-yu, es una subdivisión del chino hablado. Los lingüistas no se ponen de acuerdo para determinar su estatus; algunos prefieren clasificarlo bajo el chino mandarín, mientras que otros lo sitúan como una rama aparte e independiente.
El jin se habla en casi toda la provincia de Shanxi, excepto en la zona baja del valle del río Fen; buena parte del centro de la Mongolia Interior; así como en las provincias de Hebei, Henan y Shaanxi. Algunas de las ciudades que se encuentran dentro de estas provincias incluyen a Taiyuan, Zhangjiakou, Hohhot, Jiaozuo y Yulin. En total, jin es hablado por unos 45 millones de personas.
Igual que ocurre con todas las variedades de chino, hay una gran disputa entre quienes consideran jin como una lengua o un dialecto.

## Comparación léxica
Los numerales en diferentes variedades de chino jin son:
| GLOSA | Taiyuan | Shenmu   | Pingyao  | PROTO-JIN |
| ----- | ------- | -------- | -------- | --------- |
| '1'   | iəʔ2    | iəʔ4     | iɐ̞ʔ13    | *iəʔ7     |
| '2'   | ər45    | ʌɯ53     | ər35     | *ər53     |
| '3'   | sæ11    | sɛ213    | sɑŋ13    | *sɑŋ?     |
| '4'   | sɿ45    | sɿ53     | sɿ35     | *si5      |
| '5'   | vu53    | vu213    | uɐ̞ʔ~u53  | *wu?      |
| '6'   | liəu53  | liəu53   | liəu35   | *liəu53?  |
| '7'   | tsʰiəʔ2 | tsʰiəʔ4  | tsʰiɐ̞ʔ13 | *tsʰiəʔ3  |
| '8'   | paʔ2    | paʔ4     | pɐ̞ʔ13    | *paʔ3     |
| '9'   | tɕiəu53 | tɕiəu213 | tɕiəu53  | *tɕiəu53  |
| '10'  | sə4     | ʂəʔ4     | ʂɐ̞ʔ53    | *ʂəʔ4     |